# Idaea aurata
Idaea aurata är en fjärilsart som beskrevs av Fuchs 1900. Idaea aurata ingår i släktet Idaea och familjen mätare. Inga underarter finns listade i Catalogue of Life.